# Rhynchospora umbraticola
Rhynchospora umbraticola là loài thực vật có hoa trong họ Cói. Loài này được Poepp. & Kunth miêu tả khoa học đầu tiên năm 1837.